# Historia Pomorskiej Kolei Metropolitalnej

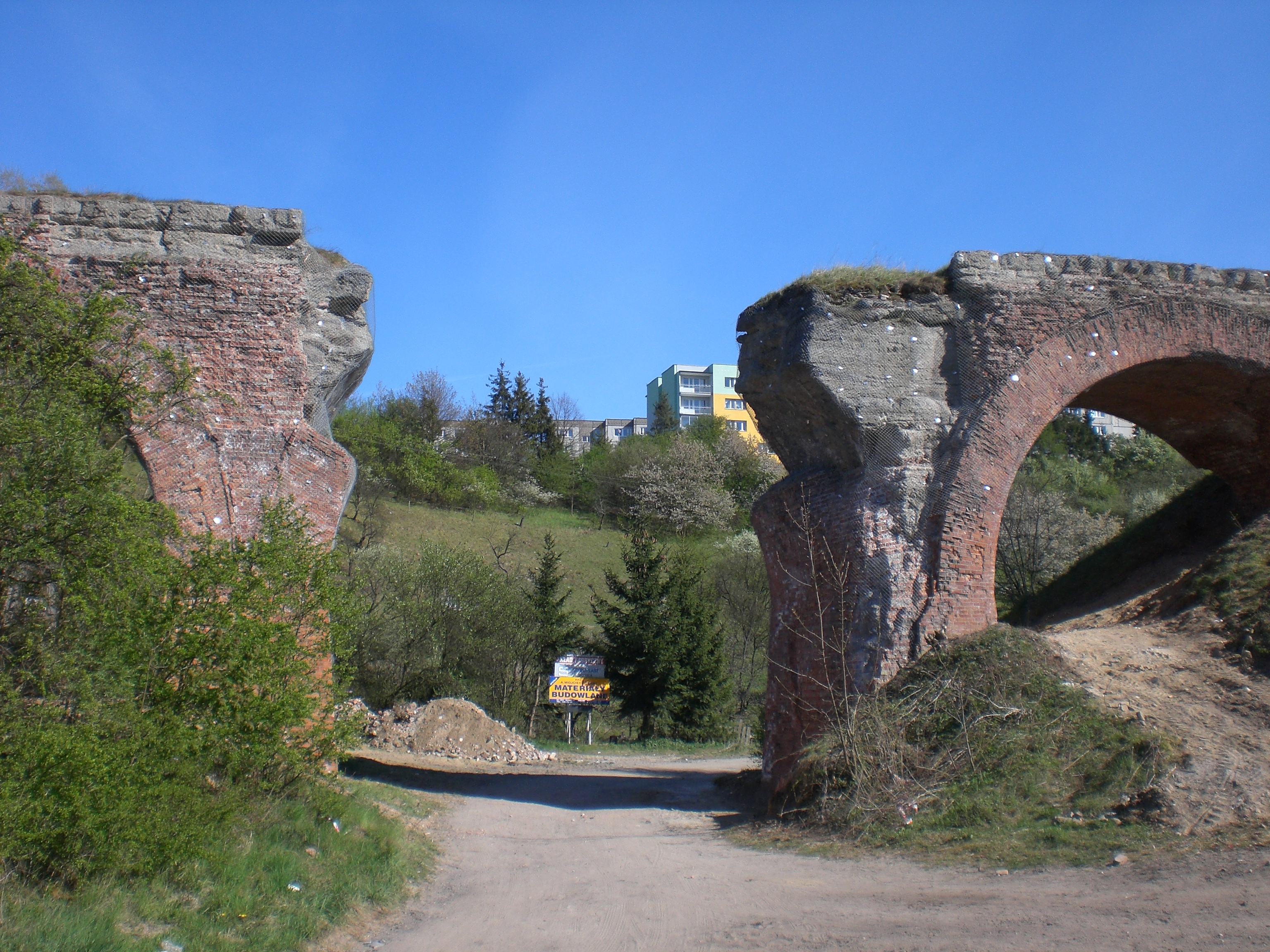
Trwała ruina – stan, w którym znajdowała się po 1945 roku w Gdańsku część infrastruktury dawnej kolei (2007)

Historia Pomorskiej Kolei Metropolitalnej. W latach 2013–2015 została wybudowana linia kolejowa nr 248 (odbudowana w miejscu Kolei Kaszubskiej na odcinku od Wrzeszcza do Kiełpinka, który istniał w latach 1914–1945 oraz budowana na odcinku od Kiełpinka do Rębiechowa, gdzie łączy się z linią kolejową nr 201). 
W latach 2022–2023 odbudowano realizowany przez Pomorską Kolej Metropolitalną oraz PKP PLK (również w miejscu kolei kaszubskiej) odcinek Kiełpinek – Leźno – Stara Piła – Glincz. Projekt ten ma nazwę bajpasu kartuskiego i od czerwca 2025 pełni funkcję objazdu w związku z moderniacją linii kolejowej nr 201.

## II wojna światowa i lata powojenne

### 1945–1946
- Pod koniec marca 1945 wycofujące się z Gdańska niemieckie wojska wysadziły największe z wiaduktów (nad al. Grunwaldzką/ul. Wita Stwosza/ul. Polanki/ul. Słowackiego/ul. Dolne Migowo). Był to element obrony. Wysadzając te mosty Niemcy zamierzali tymczasowo zablokować przejście dla atakującej Armii Czerwonej[16].
- W latach powojennych Dyrekcja Okręgowa Kolei Państwowych w Gdańsku podjęła decyzję by istniejący, pozostały na niezniszczonych odcinkach, tor kolejowy rozebrać[17][18][19].

### Polska Rzeczpospolita Ludowa
- W latach 60. i 70. XX wieku wielokrotnie pojawiały się pomysły odbudowy dawnej linii (Gdańsk Wrzeszcz – Kokoszki – Kartuzy) dla ruchu podmiejskiego, ale ówczesne władze uznały to za bezzasadne[20].

## 2008

### lipiec
- Projekt PKM trafił na listę Projektów Kluczowych Programu Operacyjnego Infrastruktura i Środowisko[21].

## 2009

### grudzień
- Powstało Studium wykonalności projektu PKM[22].

## 2010

### maj
- 31 maja Sejmik Województwa Pomorskiego powołał spółkę Pomorska Kolej Metropolitalna S.A. (PKM S.A.) w celu przygotowania i realizacji projektu Pomorskiej Kolei Metropolitalnej[23].

## 2012

### maj
- 14 maja w Urzędzie Marszałkowskim Województwa Pomorskiego podpisana została umowa na dofinansowanie projektu Pomorskiej Kolei Metropolitalnej ze środków Unii Europejskiej[24].

### październik
- 17 października minister transportu, budownictwa i gospodarki morskiej – po rozpatrzeniu wszystkich odwołań – zdecydował, iż decyzja wojewody pomorskiego z 5 stycznia tego samego roku o ustaleniu lokalizacji przedsięwzięcia EURO 2012 Pomorska Kolej Metropolitalna Etap I – Rewitalizacja Kolei Kokoszkowskiej jest ostateczna[25].

## 2013

### styczeń–maj
- Prace na budowie linii kolejowej nr 248 rozpoczęły się 3 stycznia wyburzeniami zabudowań na Matarni, Firodze i w Rębiechowie[26][27] oraz wycinką drzew[28]. Prace te zakończyły się 28 lutego[29], a teren został uprzątnięty do 31 maja[30].

### marzec
- Spółka PKM S.A. rozstrzygnęła przetarg na budowę linii nr 248 i ogłosiła 7 marca jego wyniki. Zwycięzcą zostało polsko–hiszpańskie konsorcjum firm Budimex i Ferrovial(inne języki), które zaproponowało najniższą cenę realizacji inwestycji, około 720 milionów złotych[31].

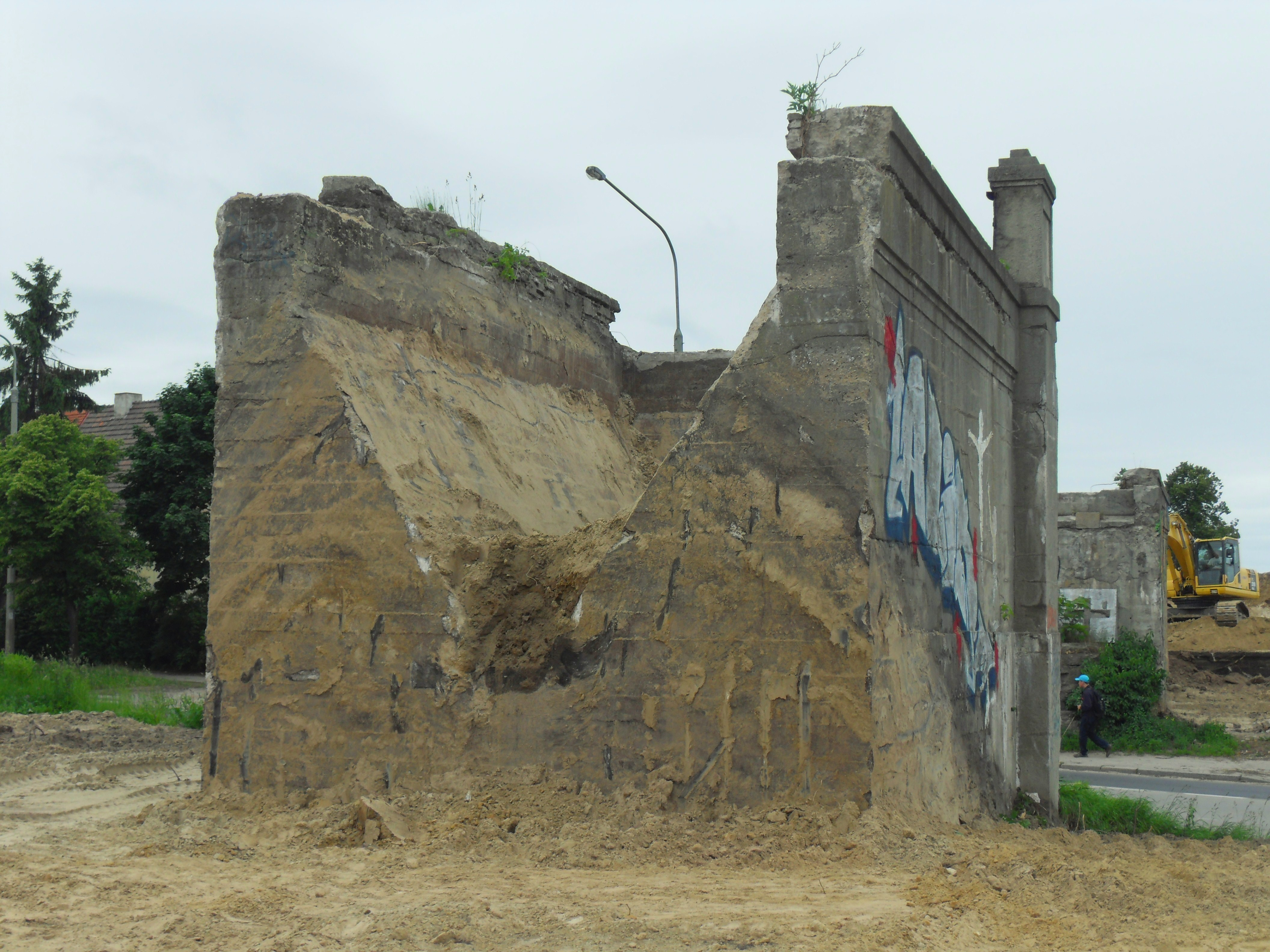
Wyburzanie przyczółków przy ulicy Polanki, czerwiec 2013

### kwiecień
- Zaprezentowano opracowany przez przedsiębiorstwo Transprojekt Gdański Sp. z o.o. projekt budowlany Pomorskiej Kolei Metropolitalnej[32].

### maj
- 7 maja została podpisana umowa pomiędzy PKM S.A. oraz polsko–hiszpańskim konsorcjum firm Budimex i Ferrovial[33].
- 22 maja uroczyście podpisano umowę pomiędzy PKM S.A. i Bankiem Gospodarstwa Krajowego na emisję obligacji o wartości 170 mln zł, które zagwarantowały pokrycie wkładu własnego do projektu Pomorskiej Kolei Metropolitalnej[34].

### czerwiec–lipiec
- Ukazała się książka Koleją z Wrzeszcza na Kaszuby Henryka Jursza[35]. Pierwsza kompletna monografia dawnej kolei kokoszkowskiej, której historyczną następczynią jest Pomorska Kolej Metropolitalna[36].

### lipiec
- 1 lipca odbyła się uroczystość podpisania Aktu Erekcyjnego Pomorskiej Kolei Metropolitalnej oraz wmurowania symbolicznego kamienia węgielnego[37].

### sierpień
- Zakończyły się prace rozbiórkowe na trasie budowy PKM[38][39].

### grudzień
- 10 grudnia rozpoczęło się układanie pierwszego toru PKM na odcinku od Matarni w kierunku Portu Lotniczego Gdańsk im. Lecha Wałęsy, dwa dni później na tym odcinku zostały położone pierwsze szyny[40].

## 2014

### kwiecień
- 29 kwietnia zarząd PKM S.A. zatwierdził ostateczne nazwy przystanków na linii PKM[41].

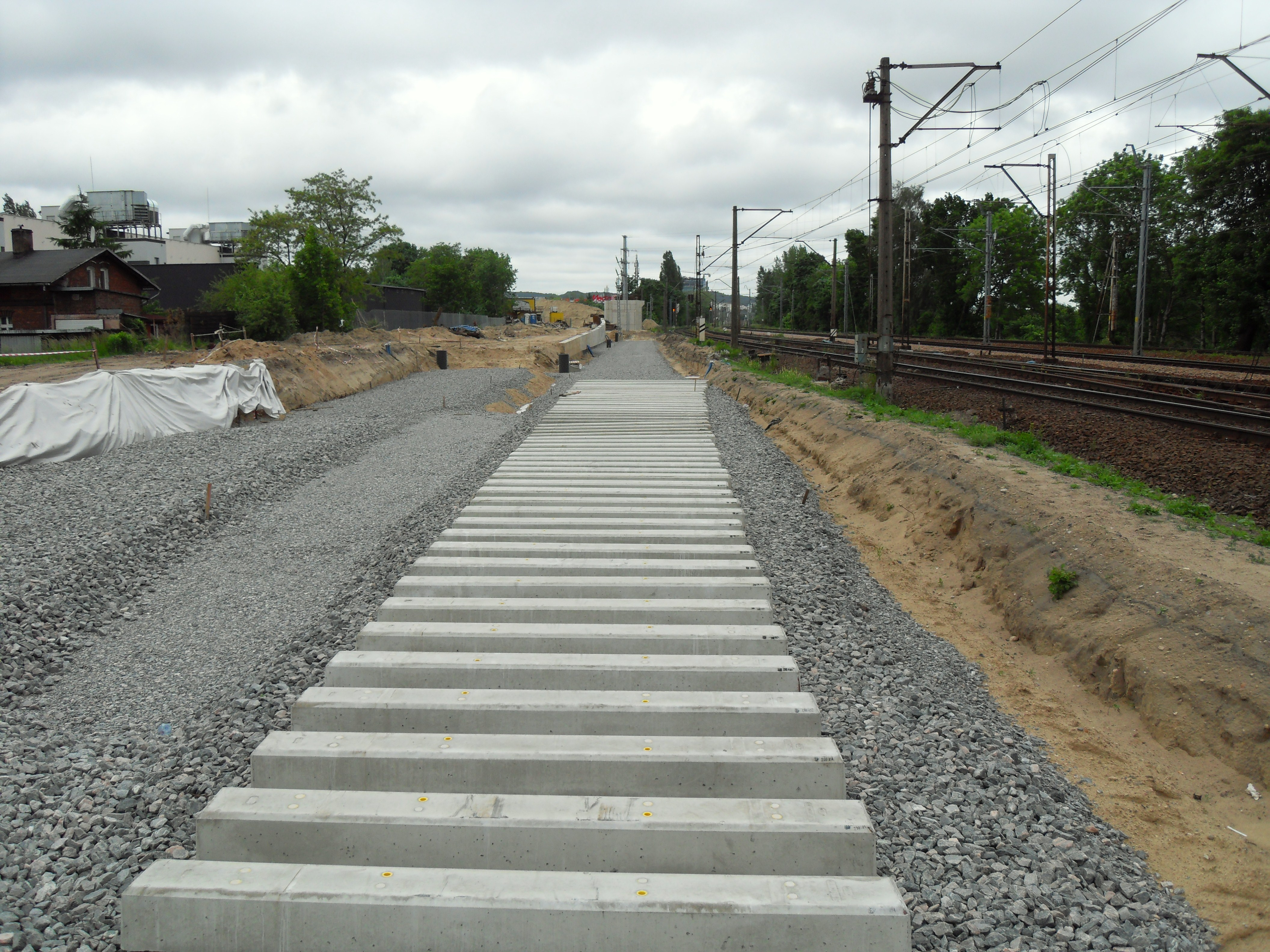
Budowa PKM na Strzyży, maj 2014

### maj
- 28 maja została podpisana umowa na dofinansowanie budowy węzłów integracyjnych Pomorskiej Kolei Metropolitalnej przy przystankach Gdańsk Brętowo, Gdańsk Jasień i Gdańsk Kiełpinek[42].

### czerwiec–wrzesień
- 24 czerwca ogłoszono wyniki przetargu na tabor dla linii PKM[43]. Dostawcą pociągów została Pesa Bydgoszcz S.A. za kwotę 114 mln zł. 22 lipca Krajowa Izba Odwoławcza oddaliła odwołanie od tego wyniku, złożone przez Newag[44]. 2 września podpisano z przedstawicielami firmy Pesa Bydgoszcz S.A. umowę na dostawę 10 sztuk spalinowych zespołów trakcyjnych[45].

### sierpień
- 4 sierpnia podpisano kontrakt na kwotę 36 mln zł na infrastrukturę towarzyszącą PKM[46].

### wrzesień
- 12 września miał miejsce pierwszy przejazd drezyną po torze PKM niedaleko przystanku Gdańsk Niedźwiednik[47]. Również dzień później odbywały się przejazdy na odcinku od budowanego przystanku Gdańsk Niedźwiednik do Wiaduktu Weisera[48][49].

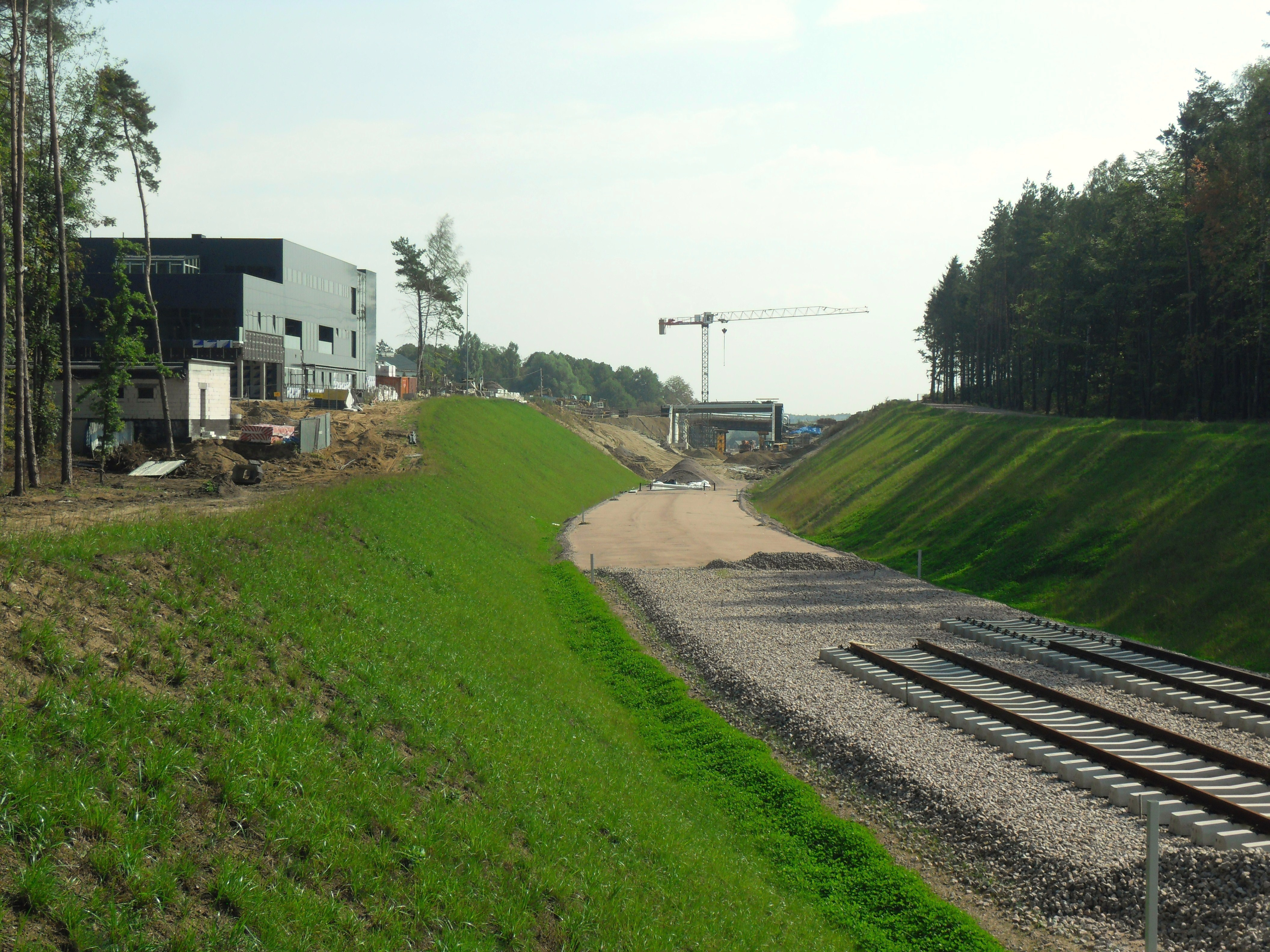
Budowa PKM w Matarni, wrzesień 2014

### październik–listopad
- Próby obciążeniowe wiaduktów PKM[50][51].

## 2015

### luty–kwiecień
- W lutym rozpoczął się montaż masztów GSM-R wzdłuż linii PKM[52]. Zakończony testami rozruchowymi trwającymi w dniach 20–24 kwietnia[53].

### czerwiec
- 11 czerwca Zarząd Województwa Pomorskiego podjął decyzję, że PKP Szybka Kolej Miejska w Trójmieście będzie przewoźnikiem na linii PKM[54].
- 12 czerwca na torach PKM po raz pierwszy pojawił się spalinowy zespół trakcyjny SA136-013, przeznaczony do obsługi pasażerów nowej linii kolejowej[55].

### lipiec
- PKM S.A. przeniosła siedzibę do Lokalnego Centrum Sterowania PKM na gdańskiej Matarni[56].

### sierpień
- Pomorska Kolej Metropolitalna S.A. otrzymała Świadectwo Bezpieczeństwa dla zarządcy infrastruktury kolejowej oficjalnie stając się 11. zarządcą linii kolejowych w Polsce[57].
- 30 sierpnia odbyła inauguracja linii z przejazdami pociągów na odcinku Gdańsk Strzyża – Gdańsk Port Lotniczy[58][59][60][61][62][63].

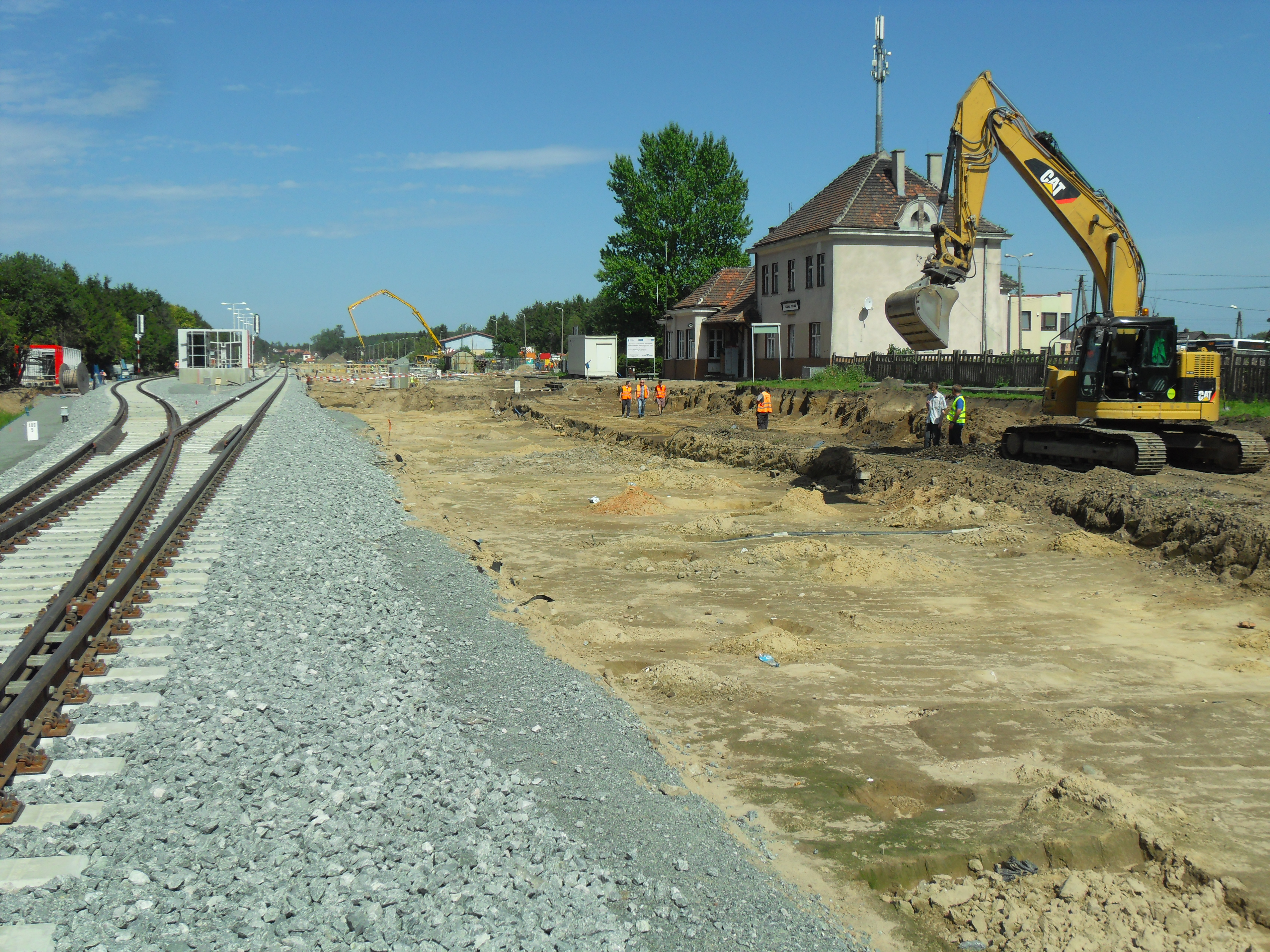
Przebudowa stacji Osowa, sierpień 2015

### wrzesień
- 1 września linia kolejowa nr 248 została oddana do użytku[64][65][66].

### październik
- 1 października uruchomiona została trasa z Gdańska do Kartuz[67][68].

### grudzień
- 9 grudnia Naczelny Sąd Administracyjny uznał, że linia Pomorska Kolej Metropolitalna została zbudowana zgodnie z prawem, uchylając przy tym wyrok niższej instancji. Sprawa trwała dwa lata[69].
- Pod koniec miesiąca spółka PKM S.A. ogłosiłoa przetarg na budowę dwóch dodatkowych przystanków PKM przy linii kolejowej 201 – Gdynia Karwiny i Gdynia Stadion[70].

## 2016

### lipiec–listopad
- 14 lipca po silnych ulewach na linii kolejowej nr 248 doszło do kilku osunięć nasypów w wyniku czego ruch został całkowicie wstrzymany. Był on następnie sukcesywnie przywracany w miarę postępu napraw linii[71][72][73][74][75]. Ostatecznie 1 listopada przywrócono dwutorowy ruch na całej długości linii[76].

### wrzesień
- 22 września podpisano umowę na budowę przystanków PKM Gdynia Karwiny i Gdynia Stadion[77].

## 2017

### grudzień
- 8 grudnia oddano do użytku przystanki PKM Gdynia Karwiny i Gdynia Stadion[78].

## 2018

### marzec
- Spółka PKM S.A. otrzymała unijne dofinansowanie na elektryfikację oraz dodatkowy przystanek Gdańsk Firoga[79].

### maj
- W Kartuzach podpisano list intencyjny w sprawie odtworzenia kolejowego połączenia z Gdańskiem przez Starą Piłę[80].
- 30 maja podpisano umowę na unijne dofinansowanie projektu Pomorska Kolej Metropolitalna Etap I – rewitalizacja „Kolei Kokoszkowskiej Faza III – elektryfikacja linii kolejowych nr 248 i 253 wraz z budową przystanku Gdańsk Firoga[81].

## 2019

### styczeń
- 11 stycznia podpisano umowę między PKM S.A. a Biurem Projektów Komunikacyjnych na wykonanie projektu elektryfikacji linii PKM i nowego przystanku Gdańsk Firoga[82].

### luty
- Rozpoczęły się prace przygotowawcze w związku z budową nowej linii kolejowej nazywanej bajpas kartuski na odcinku realizowanym przez PKM S.A.[83].

### marzec
- 12 marca został oddany do użytku węzeł przesiadkowy w Rębiechowie[84].

### maj
- Pomorska Kolej Metropolitalna S.A. rozstrzygnęła przetarg na przygotowanie planu budowy łącznika bajpasu kartuskiego[85].

### czerwiec
- Na realizowanym przez PKM S.A. 1,5–kilometrowym odcinku bajpasu kartuskiego pomiędzy trójmiejską obwodnicą i Kokoszkami – na wysokości osiedla Gdańsk Karczemki – przeprowadzono prace saperskie[86].

### sierpień
- 13 sierpnia podpisano porozumienie pomiędzy Województwem Pomorskim, PKM S.A. i PKP PLK w sprawie bajpasu kartuskiego[87].

## 2020

### lipiec
- Spółka PKM S.A. ogłosiła przetarg na wykonanie dokumentacji projektowej oraz na budowę bajpasu kartuskiego[88].

### listopad
- Pomorska Kolej Metropolitalna S.A. uzyskała pozwolenie na budowę sieci trakcyjnej[89].

### grudzień
- PKP Polskie Linie Kolejowe wybrały konsorcjum firm PHU Rajbud Sp. z o.o. oraz Torhamer Sp. z o.o. Sp.k. na wykonawcę dokumentacji projektowej oraz prac budowlanych dla bajpasu kartuskiego[90].
- 22 grudnia PKM S.A. podpisała umowę na realizację bajpasu kartuskiego[a] (odcinek Gdańsk Kiełpinek – Gdańsk Kokoszki) z gdyńską firmą Torhamer[91].

## 2021

### luty
- 26 lutego PKP Polskie Linie Kolejowe podpisały umowę z konsorcjum firm Rajbud i Torhamer na wykonanie projektu i realizację prac budowlanych w ramach inwestycji przygotowanie linii kolejowych nr 234 na odcinku Gdańsk Kokoszki – Stara Piła oraz nr 229 na odcinku Stara Piła – Glincz jako trasy objazdowej[92] (tzw. bajpas kartuski[a]).

### kwiecień
- Firma Torpol z Poznania wygrała przetarg na elektryfikację linii PKM[93].
- 30 kwietnia została podpisana umowa na elektryfikację linii PKM z firmą Torpol z Poznania[94][95].

### czerwiec
- 4 czerwca odbył się ostatni przejazd bajpasem kartuskim[a] przed rozpoczęciem modernizacji tej linii kolejowej[96][97][98][99].
- 15 czerwca pomiędzy przystankami PKM Gdańsk Brętowo i Gdańsk Jasień wystartowały prace w ramach inwestycji Pomorska Kolej Metropolitalna Etap I – rewitalizacja „Kolei Kokoszkowskiej” Faza III – elektryfikacja linii kolejowych nr 248 i 253 wraz z budową przystanku Gdańsk Firoga[100][101][102][103].

### wrzesień
- 10 września podpisano umowę na modernizację linii kolejowej Glincz – Kartuzy[104].

### listopad
- PKP Polskie Linie Kolejowe podpisały umowę na budowę nowego przystanku Otomino na trasie bajpasu kartuskiego[105].

## 2022

### styczeń
- 4 stycznia wojewoda pomorski wydał pozwolenie na budowę gdańskiego odcinka (Gdańsk Kiełpinek – Gdańsk Kokoszki) bajpasu kartuskiego realizowanego przez PKM S.A.[106].

### luty
- Otwarto nowy wiadukt w Niestępowie na trasie bajpasu kartuskiego realizowanego przez PKP PLK[107].

### luty–marzec
- Trwała wycinka drzew na trasie bajpasu kartuskiego realizowanego przez PKM S.A.[108][109][110][111][112].

### kwiecień
- W nocy z 20 na 21 kwietnia rozpoczęto rozwieszanie sieci trakcyjnej na linii kolejowej nr 248[113].

### listopad
- W nocy z 8 na 9 listopada odbył się, na odcinku Gdańsk Wrzeszcz – PKM Gdańsk Kiełpinek, pierwszy testowy przejazd pociągu elektrycznego EN57ALd-2224 należącego do Polregio po trasie Pomorskiej Kolei Metropolitalnej[114].
- 14 listopada Zarząd Województwa Pomorskiego zatwierdził wyniki przetargu na przewozy pasażerskie na liniach Pomorskiej Kolei Metropolitalnej. W okresie od 11 grudnia 2022 do 12 grudnia 2026 połączenia między Gdańskiem, Gdynią, Kościerzyną i Kartuzami zapewni spółka Polregio[115].

### grudzień
- 11 grudnia na nowo wybudowanym przystanku Gdańsk Firoga został udostępniony dla pasażerów jeden z peronów[116][117][118], w związku z zamknięciem drugiego toru co było związane z pracami przy budowie rozjazdów kolejowych[119]. 22 grudnia udostępniono dla pasażerów drugi peron[120].

## 2023

### styczeń
- Odcinek bajpasu kartuskiego (Gdańsk Kiełpinek – Gdańsk Kokoszki) realizowany przez spółkę PKM S.A. został połączony z linią kolejową nr 248[121].

### marzec
- Na budowie bajpasu kartuskiego realizowanego przez PKM S.A. przeprowadzono próby obciążeniowe trzech obiektów inżynieryjnych[122][123].

### maj
- Zakończono prace związane z elektryfikacją linii kolejowej nr 248 wraz z linią kolejową nr 253[124][125][126].

### czerwiec
- W nocy z 9 na 10 czerwca odbył się, na odcinku Gdańsk Wrzeszcz – PKM Gdańsk Port Lotniczy, ostatni testowy przejazd pociągu elektrycznego EN57ALd należącego do Polregio po trasie Pomorskiej Kolei Metropolitalnej[127]. Miało to związek z faktem przyjęcia pierwszych rozkładowych pociągów elektrycznych przez Polregio i Województwo Pomorskie, co nastąpiło 12 czerwca[128][129][130].
- 17 czerwca na budowie bajpasu kartuskiego realizowanego przez PKP PLK przeprowadzono próbę obciążeniową mostu w Rutkach[131].

### listopad
- PKP PLK i PKM S.A. zakończyły wartą blisko 140 mln zł modernizację i odbudowę linii kolejowej – tzw. bajpasu kartuskiego[a][132].
- W nocy z 16 na 17 listopada na, zrealizowany przez PKM S.A., odcinek bajpasu kartuskiego (od strony Gdańska Kiełpinka) wjechał pierwszy w historii pociąg. Przejazd ten spowodowany był odbywającymi się na linii PKM jazdami testowymi, sprawdzającymi działanie systemu ETCS (po aktualizacji oprogramowania). Wynikało to z zakończonej elektryfikacji linii kolejowej nr 248 oraz budowy bajpasu kartuskiego i zabudowy nowych rozjazdów[133].

## 2024

### luty
- 3 lutego na bajpas kartuski wjechał pierwszy pociąg z pasażerami. Był to przejazd zorganizowany przez poznański TurKol[134][135]. Jednocześnie był to pierwszy pociąg osobowy od 1945 na linii kolejowej Gdańsk Główny – Kartuzy – Gdańsk Główny przez Kokoszki i Starą Piłę[136].
- 29 lutego na torach bajpasu kartuskiego po raz pierwszy pojawił się spalinowy zespół trakcyjny SA133-026, przeznaczony do obsługi pasażerów nowej linii kolejowej[137][138].

### marzec
- 11 marca po bajpasie kartuskim[a] zaczęły kursować pociągi pasażerskie[139].
- Ukazała się książka Kolejowym bajpasem z Trójmiasta do Kartuz Henryka Jursza i Piotra Odya[140], monografia o reaktywowanej linii z Kokoszek do Kartuz czyli bajpasie kartuskim[a].

### czerwiec
- 25 czerwca po linii kolejowej nr 248 rozpoczął kursowanie pierwszy z 4 hybrydowych (elektryczno-spalinowych) zespołów trakcyjnych Impuls firmy Newag[141].

## 2025

### styczeń
- 26 stycznia z okazji 10 rocznicy uruchomienia linii kolejowej nr 248 w ramach 33 finału WOŚP odbył się pierwszy nocny przejazd drezyną na odcinku Gdańsk Firoga – Gdańsk Port Lotniczy – Gdańsk Matarnia – Gdańsk Firoga[142][143].

### czerwiec
- Od 30 czerwca, w związku z moderniacją linii kolejowej nr 201, połączenie kolejowe Kartuz z Gdańskiem jest realizowane z wykorzystaniem bajpasu kartuskiego[144].